# Paeonia 'Hai Huang'
Paeonia 'Hai Huang' (кит. трад. 海黃, упр. 海黄, пиньинь hǎi huáng) — созданный в Китае сорт древовидного пиона.
Некоторые источники описывают этот сорт, как гибрид с участием Paeonia lutea. Согласно последним данным, Paeonia lutea не рассматривается, как отдельный вид и входит в синонимику Paeonia delavayi.

## Биологическое описание
Многолетний листопадный кустарник.
Высота и ширина куста 90—150 см.
Цветки махровые, направлены вверх или вбок, лимонно-жёлтые, небольшими мазками красного цвета у основания лепестков, 16×8 см, ароматные.
Тычиночные нити красные, пыльники жёлтые.
Рыльца и стаминодиальный диск кремовые.
Диплоид.

## В культуре
Сорт позднего срока цветения. В некоторых регионах способен повторно цвести в августе. Продолжительность цветения 10—14 дней.
USDA-зоны: 3—9, согласно другому источнику от 2а до более тёплых.
Условия культивирования см: Древовидные пионы.